# Valentina Trapletti
Valentina Trapletti (Magenta, 12 de julio de 1985) es una deportista italiana que compite en atletismo, especialista en la disciplina de marcha. Ganó una medalla de plata en el Campeonato Europeo de Atletismo de 2024, en la prueba de 20 km.

## Palmarés internacional
| Campeonato Europeo | Campeonato Europeo | Campeonato Europeo | Campeonato Europeo |
| Año                | Lugar              | Medalla            | Prueba             |
| ------------------ | ------------------ | ------------------ | ------------------ |
| 2024               | Roma (Italia)      | Medalla de plata   | 20 km marcha       |